# Georg Rudolph von Welck
Georg Rudolph von Welck (* 1796; † 28. Juni 1875 in Dresden) war ein sächsischer Amtshauptmann und Politiker.

## Leben und Wirken
Er war der Sohn des Oberpostamtsdirektors und Kammerrates Otto Carl Rudolph von Welck (1744–1796) und dessen Ehefrau Karoline Christiane Sophie Rummel. Sein Vater starb bereits im Jahr seiner Geburt, so dass die Mutter fortan allein den Haushalt in Leipzig führen musste.
1816 immatrikulierte er sich gemeinsam mit seinem Cousin Curt Robert Freiherr von Welck an der Universität Leipzig.
Er wurde Amtshauptmann in Zwickau und als solcher 1869 Ehrenbürger dieser Stadt.
Von 1833/34 bis 1839/40 vertrat Welck den 15. städtischen Wahlkreis in der II. Kammer des Sächsischen Landtags.